# Eichhörnchenbrücke
Eine Eichhörnchenbrücke ist eine Konstruktion, die – ähnlich einer Grünbrücke – vor allem Eichhörnchen, aber auch Mardern und anderen Kleintieren, das gefahrlose Queren von Fahrbahnen ermöglichen soll. In Deutschland gibt es bisher (Stand: 2021) mindestens drei Seilbrücken, die zwischen Bäumen gespannt sind. Die etwas aufwendiger als Hängebrücke konstruierte Nutty Narrows Bridge in den USA von 1963 gilt als erste dieser Art.
Diese Brücken sind eine Maßnahme zum Artenschutz und dem Zusammenhalt von natürlichen Lebensräumen, die sowohl dem Tierschutz und als auch der Unfallverhütung dienen.
Die Kosten variieren deutlich, abhängig von der Bauweise: Während einfache Seilkonstruktionen, z. B. die im belgischen Brecht, ab etwa 250 Euro kosten, dürfte die 2013 in Den Haag erbaute Brücke mit ca. 150.000–200.000 Euro (andere Quellen: 20.000 Euro) und einem halben Jahr Bauzeit eine der teuersten Eichhörnchenbrücken sein. Letztere wird nach Presseberichten offenbar von den Eichhörnchen ignoriert.
Eine Alternative zu den Brücken (aber selbstverständlich nicht für Eichhörnchen) sind Unterführungen – Amphibientunnel – unter der Fahrbahn.

## Liste von Eichhörnchenbrücken
Die nachfolgend genannten Brücken dienen je nach Kontinent dem Schutz des Europäischen Eichhörnchens oder des in Nordamerika heimischen Grauhörnchens, welches wiederum in Europa als die einheimischen Eichhörnchenarten verdrängendes Neozoon bejagt wird.
| Bild | Land                   | Ort                                            | Jahr      | Typ/Anzahl                                                  | Bemerkung                                       |
| ---- | ---------------------- | ---------------------------------------------- | --------- | ----------------------------------------------------------- | ----------------------------------------------- |
|      | USA                    | Arizona, Mount Graham                          | 2010      | 41 Seilbrücken                                              |                                                 |
|      | USA                    | Nutty Narrows Bridge, Longview, Washington     | 1963      | Hängebrücke                                                 |                                                 |
|      | Belgien                | Brüssel, Ring 0                                | 2013      | Seile/Netze und Stahlrohr, in Verbindung mit Schilderbrücke |                                                 |
|      | Belgien                | Brecht, Andrélaan                              | 2013      | Zwei Seilbrücken                                            |                                                 |
|      | Frankreich             | La Rochelle, Parc Franck-Delmas/Parc d'Orbigny | 2012      | Seilbrücke                                                  | „Écureuilloduc“                                 |
|      | Niederlande            | Rijksweg 12, Kilometer 73,90                   | 2012      |                                                             |                                                 |
|      | Niederlande            | Den Haag, Benoordenhoutseweg                   | 2012      |                                                             |                                                 |
|      | Niederlande            | Amsterdam, Europaboulevard am Amstelpark       | 2011/2012 | Parallel laufende Seile mit Netzverbindung.                 |                                                 |
|      | Niederlande            | Roermond, Heinsbergerweg                       | 2013      |                                                             |                                                 |
|      | Deutschland            | Berlin-Friedrichshagen, Müggelseedamm          | 2014      | Seilbrücke                                                  | aktion tier e.V.                                |
|      | Deutschland            | Vlotho, Burgstraße                             | 2012      | Seilbrücke                                                  |                                                 |
|      | Deutschland            | Trier-Mariahof, Oswald-von-Nell-Breuning-Allee | 2021      | Seilbrücke                                                  |                                                 |
|      | Deutschland            | München, Dantestraße                           | 2015      | Seilbrücke                                                  | aktion tier e.V.                                |
|      | Deutschland            | Krailling, Gautinger Straße                    | 2023      | Seilbrücke                                                  | Gemeinde Krailling                              |
|      | Deutschland            | Beeskow, Breitscheidstraße                     | 2024      | Seilbrücken                                                 | Stadt Beeskow, Bürgerbudget                     |
|      | Deutschland            | Saarlouis, Wallerfanger Straße                 | 2024      | Seilbrücke mit Bypass                                       | Kreisstadt Saarlouis                            |
|      | Deutschland            | Zirndorf, Fürther Straße                       | 2024      | Seilbrücke                                                  | BUND Naturschutz in Bayern e.V., Stadt Zirndorf |
|      | Vereinigtes Königreich | Schottland, Aberdeen                           | 2008      |                                                             |                                                 |
|      | Vereinigtes Königreich | England, bei Formby (England)                  | 2004      | Seilbrücke                                                  |                                                 |

## Vergleichbare Konzepte für andere Tierarten
| Bild | Land       | Ort                   | Jahr | Typ/Anzahl                           | Bemerkung                                                      |
| ---- | ---------- | --------------------- | ---- | ------------------------------------ | -------------------------------------------------------------- |
|      | Australien | Victoria, bei Benalla | 2007 | Seilbrücke                           | Genutzt von Gleithörnchenbeutlern, Fuchskusus und Ringbeutlern |
|      | Australien | Victoria, Longwood    |      | Seilbrücke                           | Genutzt von Gleithörnchenbeutlern, Fuchskusus und Ringbeutlern |
|      | Kenia      | Diani Beach           | 1997 | rund 200, „Strickleiterkonstruktion“ | „Colobridges“, genutzt von Colobus                             |